# Oscar Fredriks kyrka
Oscar Fredriks kyrka är en kyrkobyggnad i Göteborgs kommun belägen i slutet av Värmlandsgatan, i stadsdelen Olivedal. Sedan 1908 tillhör den Oscar Fredriks församling (tidigare Masthuggs församling) i Göteborgs stift i Svenska kyrkan.
Kyrkan har sitt namn efter kung Oscar II:s fullständiga namn. Han besökte kyrkan 1898 och skrev då sitt namn i dess gästbok.

## Historik
Kyrkan är uppförd på Dahlins berg, efter köpman Samuel Dahlin som hade ett rederi samt flera brädgårdar i trakten där Första Långgatan idag är framdragen.
Kyrkan invigdes påskdagen den 2 april 1893 av biskop Edvard Herman Rodhe och ritades av Helgo Zettervall. Byggmästare var F.O. Peterson och kostnaden uppgick till cirka 515 000 kronor. Ännu 1897 gjordes ytterligare omfattande sprängningar av kyrkoplanen.

## Kyrkobyggnaden
Kyrkan är cirka 70 meter hög och är därmed Göteborgs högsta kyrkobyggnad.  Den är ett praktexempel på nordeuropeisk tegelgotik (nygotik), byggd i rött förbländertegel. Kyrkans plan avviker från den traditionella formen, genom att tornet fått sin plats vid sidan om koret. Kyrkan har sedan uppförandet restaurerats fyra gånger: 1915, 1940, 1974 och 2020. Under senaste renoveringen 2020 byttes skiffertaket ut, interiören rengjordes och väggarna putsades om.
Interiören är enhetlig i lummigt grönaktiga färger. Tornet är byggt i vinkel mellan långskeppet och norra tvärskeppsarmen. Ursprungligen hade kyrkan 1 685 sittplatser.

## Inventarier
- Av de föremål som finns i kyrkan är inga äldre än från 1893.

## Orglar

### Läktarorgel
Salomon Molander byggde 1893 kyrkans första orgel. A. Magnusson Orgelbyggeri AB byggde 1931 ut läktarorgeln till 38 orgelstämmor och 1955 och 1969 byggde Hammarbergs Orgelbyggeri AB om läktarorgeln ytterligare. Verket fick då mekanisk traktur och elektrisk registratur och har 45 stämmor och tre manualer. Orgeln invigdes den tredje söndagen i Advent.
| Huvudverk II C-a³  | Ryggpositiv I C-a³                  | Svällverk III C-a³ | Pedalverk C-g¹   | Koppel |
| Gedacktpommer 16'  | Gedackt 8'                          | Borduna 16'        | Principal 16'    | I/P    |
| Principal 8'       | Principal 4'                        | Principal 8'       | Subbas 16'       | II/P   |
| Gedackt 8'         | Koppelflöjt 4'                      | Fugara 8'          | Kvinta 10 2/3'   | III/P  |
| Oktava 4'          | Waldflöjt 2'                        | Rörflöjt 8'        | Oktavbas 8'      | I/II   |
| Spetsflöjt 4'      | Larigot 1 1/3'                      | Voix céleste 8'    | Gedackt 8'       | III/II |
| Kvinta 2 2/3'      | Sesquialtera II ch. 2 2/3' + 1 3/5' | Oktava 4'          | Oktava 4'        |        |
| Oktava 2'          | Scharf IV ch.                       | Traversflöjt 4'    | Gedacktpommer 2' |        |
| Cornett III-IV ch. | Rankett 16'                         | Nasard 2 2/3'      | Mixtur V ch.     |        |
| Mixtur VI-VIII ch. | Regal 8'                            | Blockflöjt 2'      | KontraBasun 32'  |        |
| Trumpet 8'         | Tremulant                           | Oktava 1'          | Basun 16'        |        |
|                    |                                     | Mixtur IV ch.      | Trumpet 8'       |        |
|                    |                                     | Cymbel III ch.     | Zink 4'          |        |
|                    |                                     | Fagott 16'         |                  |        |
|                    |                                     | Skalmeja 8'        |                  |        |
|                    |                                     | Tremulant          |                  |        |
|                    |                                     | Crescendosvällare  |                  |        |

### Kororgel
En kororgel med sex stämmor kan spelas från läktarorgeln byggdes 1953 av Hammarbergs firma.

### Diskografi
Inspelningar av musik framförd på kyrkans orglar.
- Grand choeur / Björklund, Ingegerd, orgel. LP. Concerto Lp 201. 1984.
- Orgelpärlor i Oscar Fredriks kyrka / Nordh, Lars, orgel. CD. Miranda MICD 001. 1994.

## Bilder

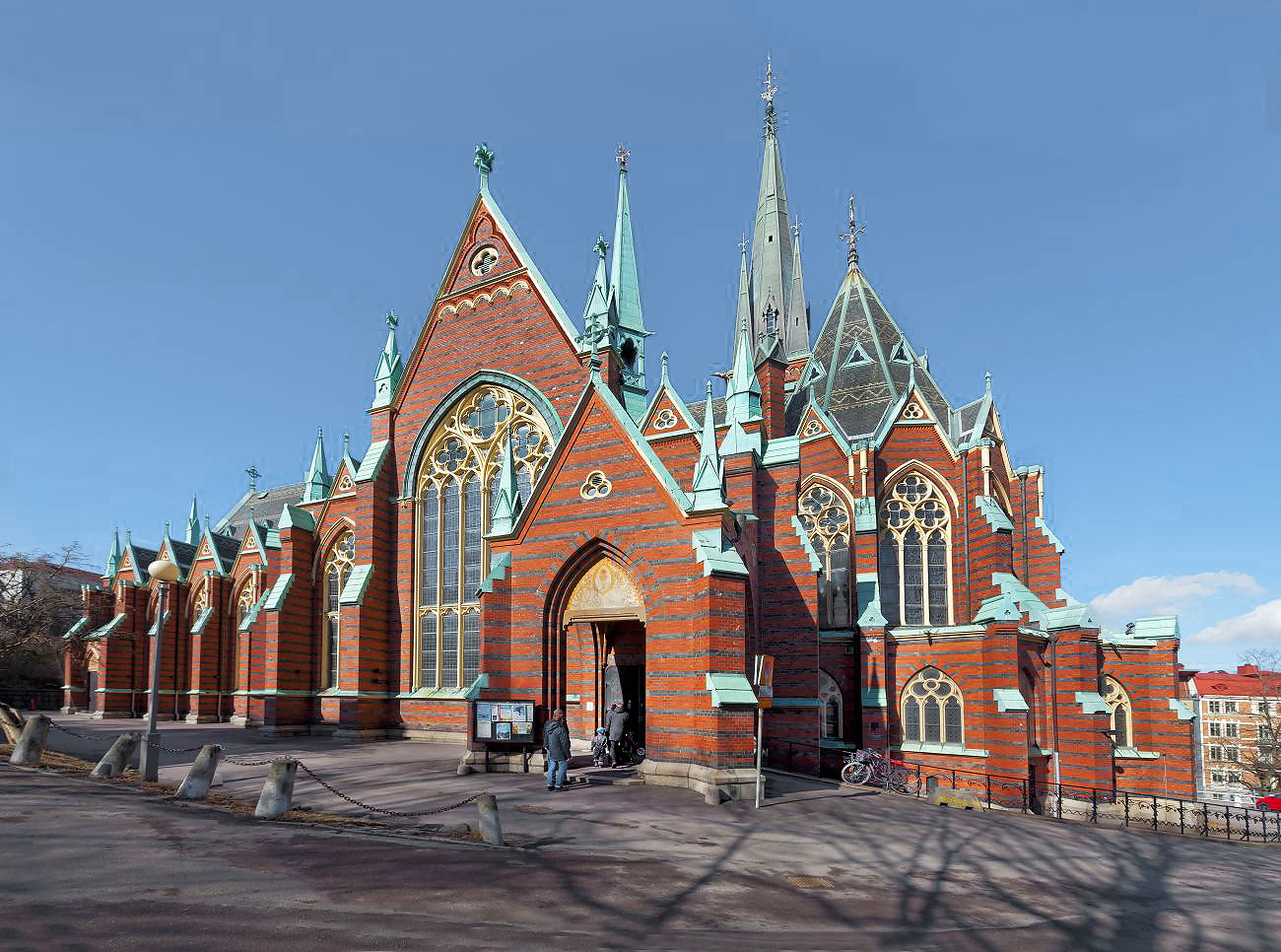
Oskar Fredriks kyrka, mars 2018.
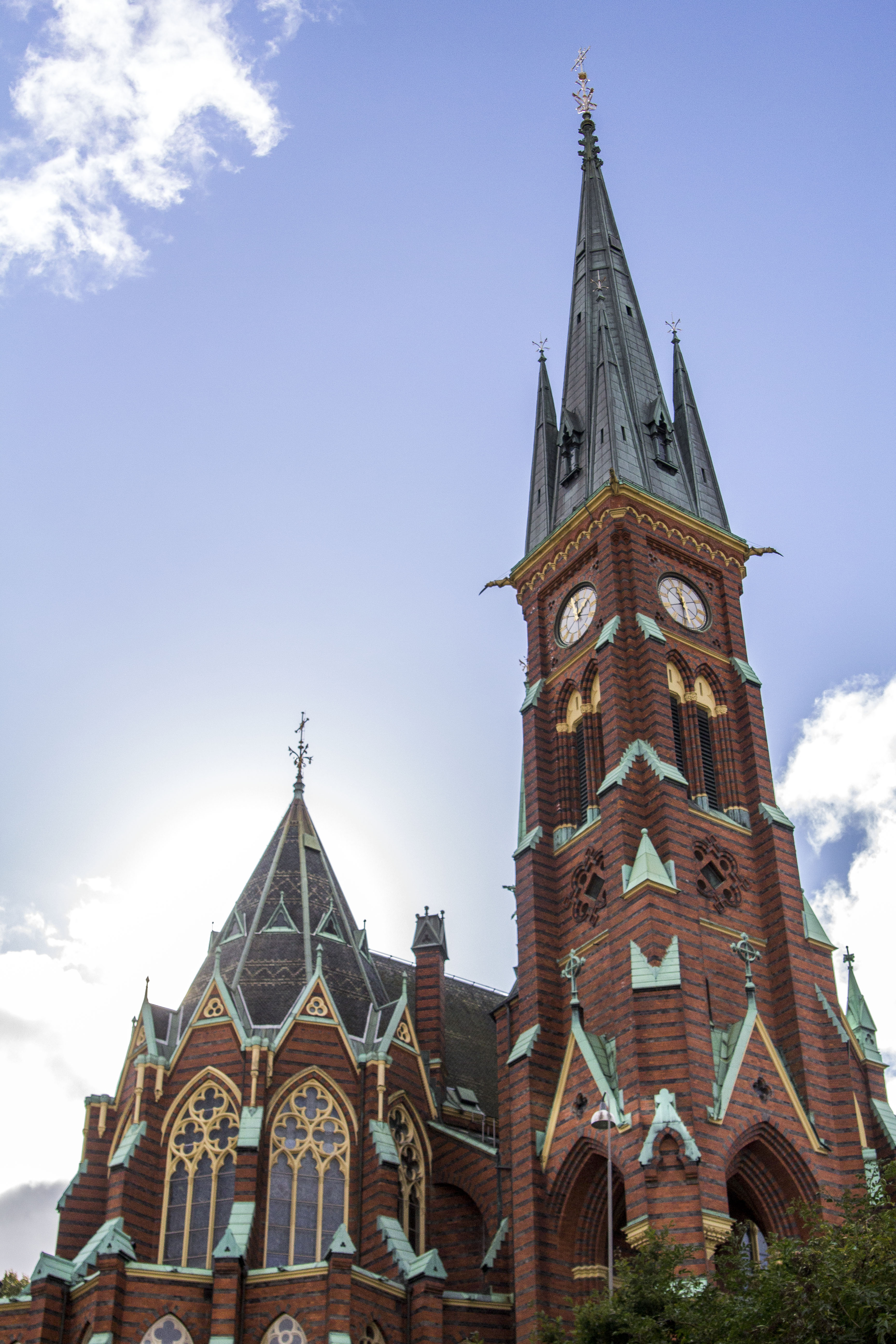
Kyrktornet.
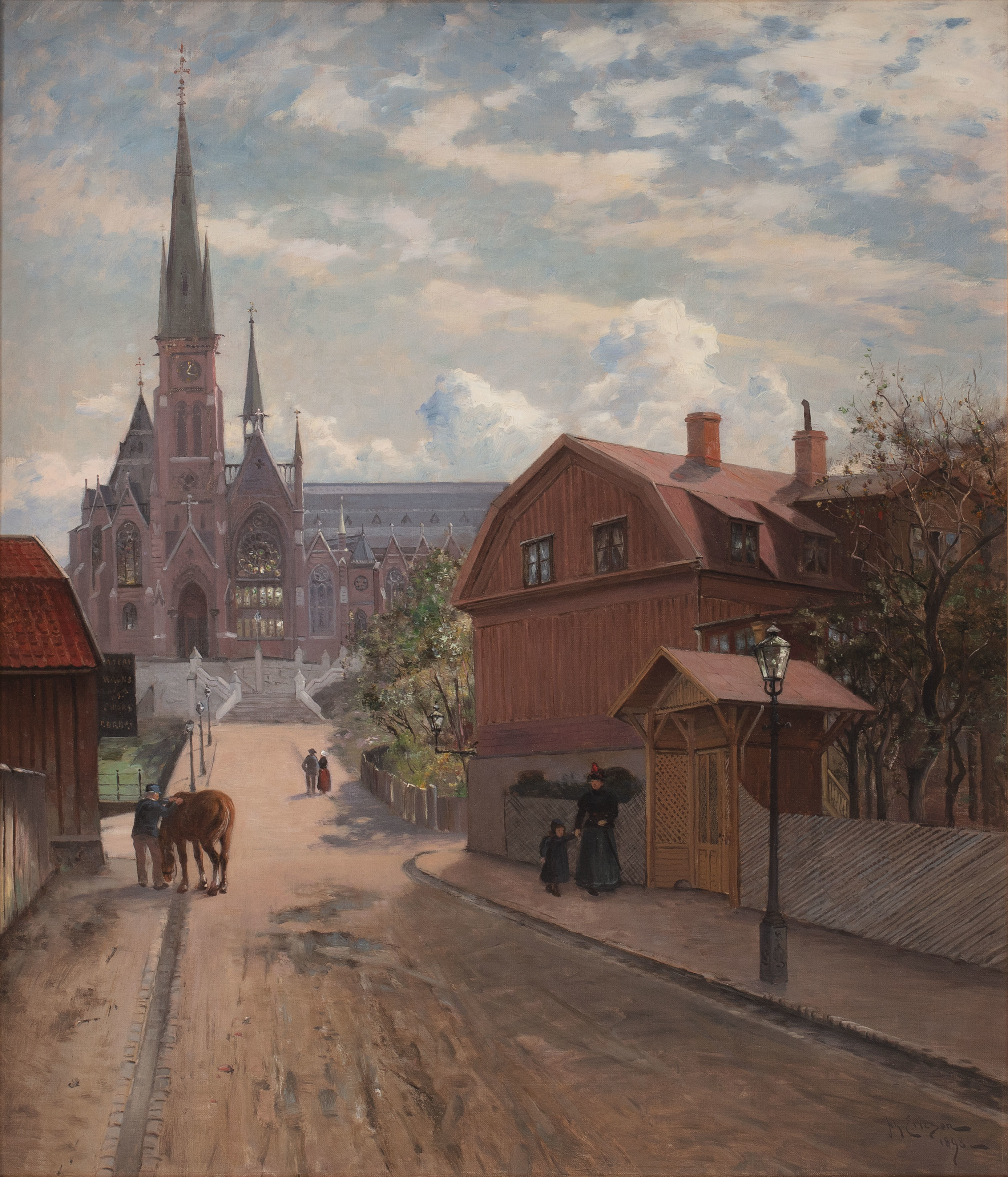
Kyrkan från norr, målad i olja 1898 av Johan Ericson.
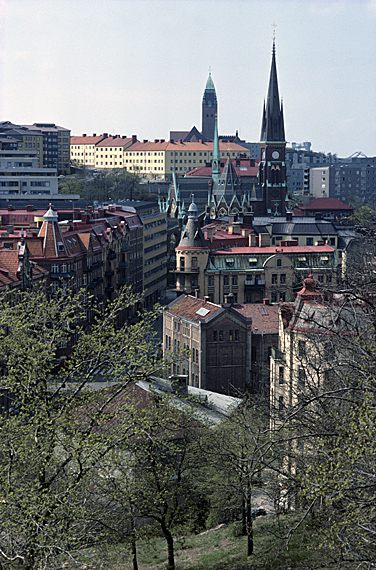
Bild tagen från Skansen Kronan mot Oscar Fredriks kyrka samt Masthuggskyrkan. Foto 1977.
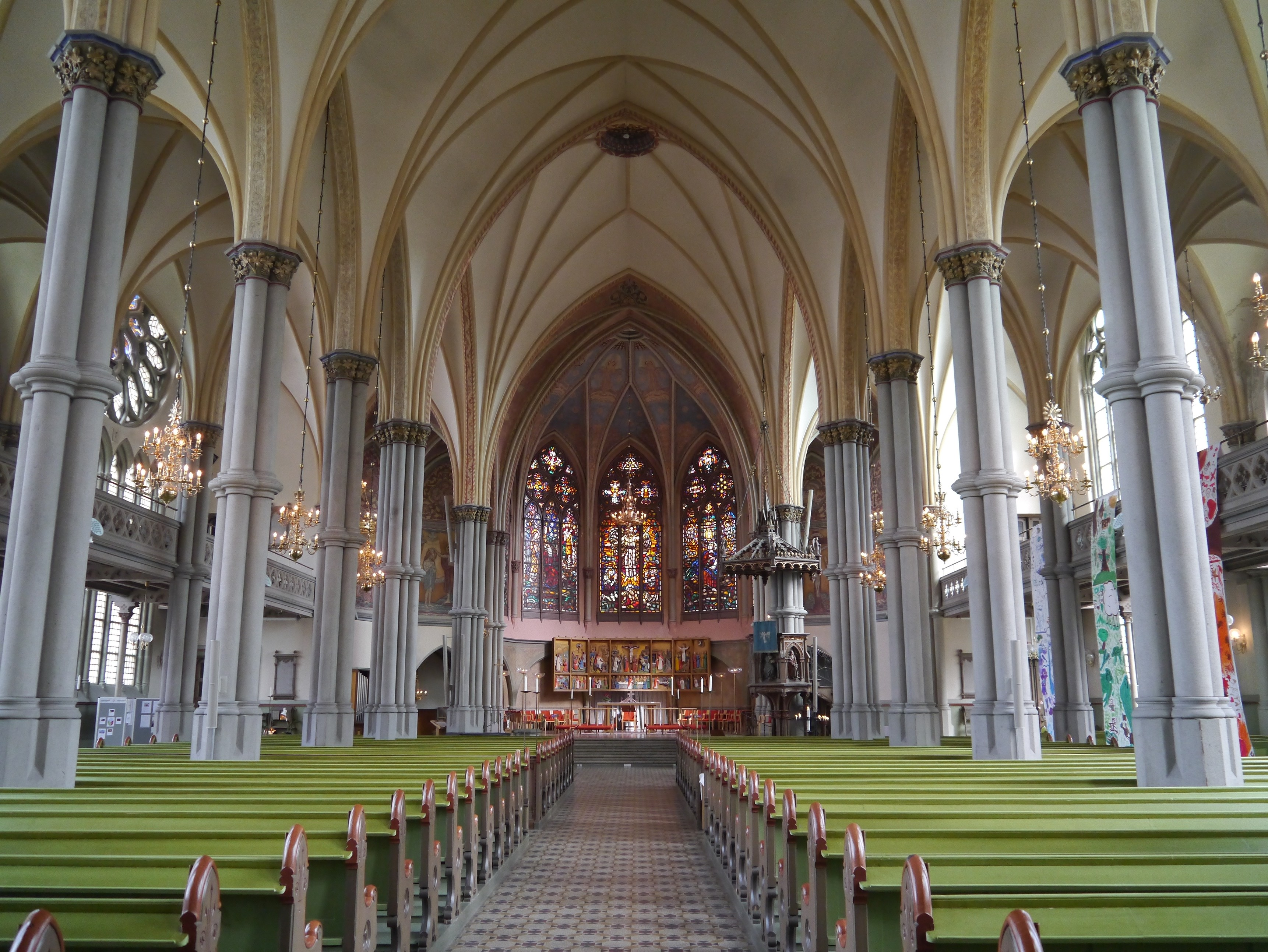
Interiören mot öster.
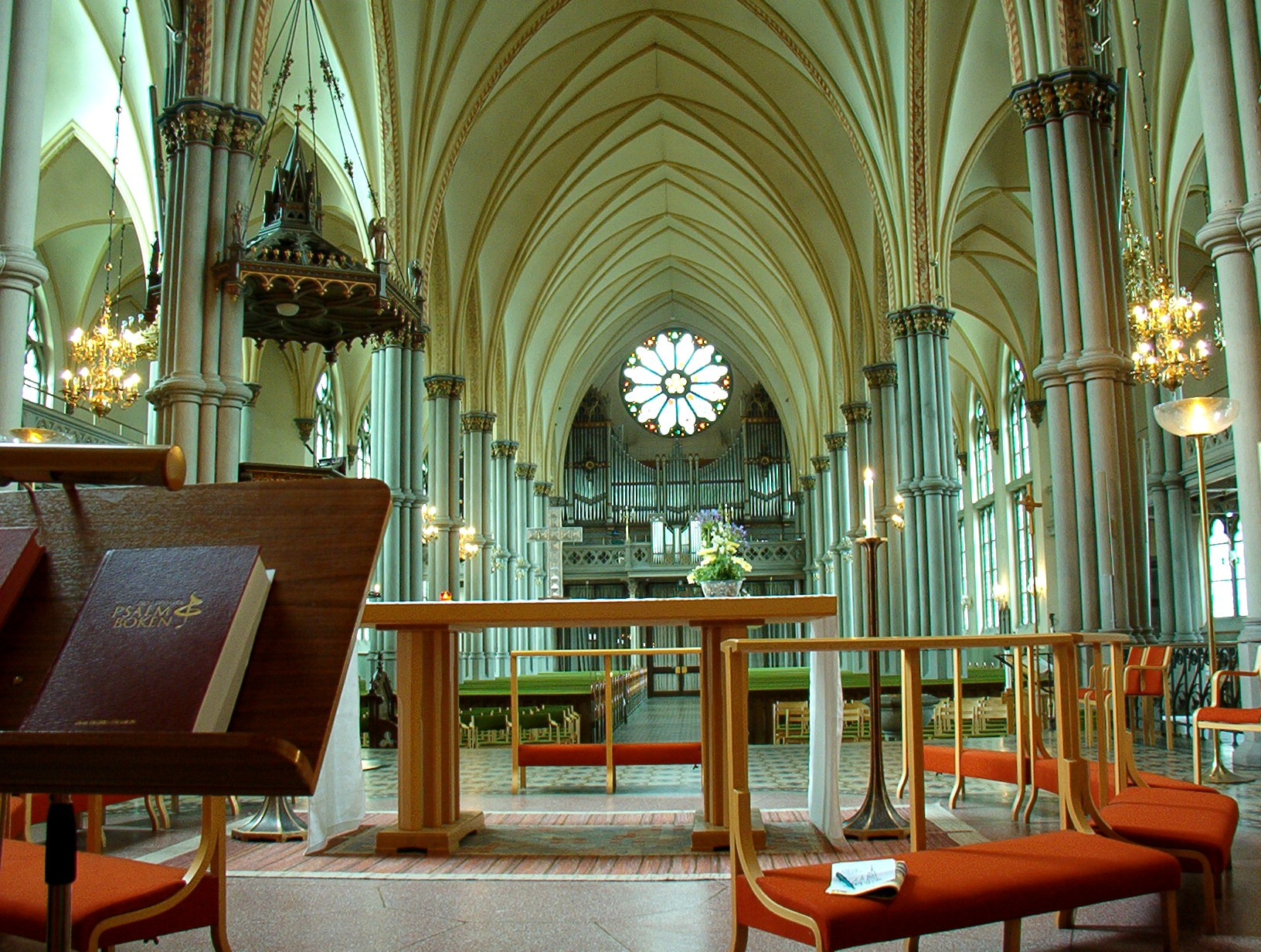
Långhuset mot väster, sett från koret. I fonden syns orgelläktaren.
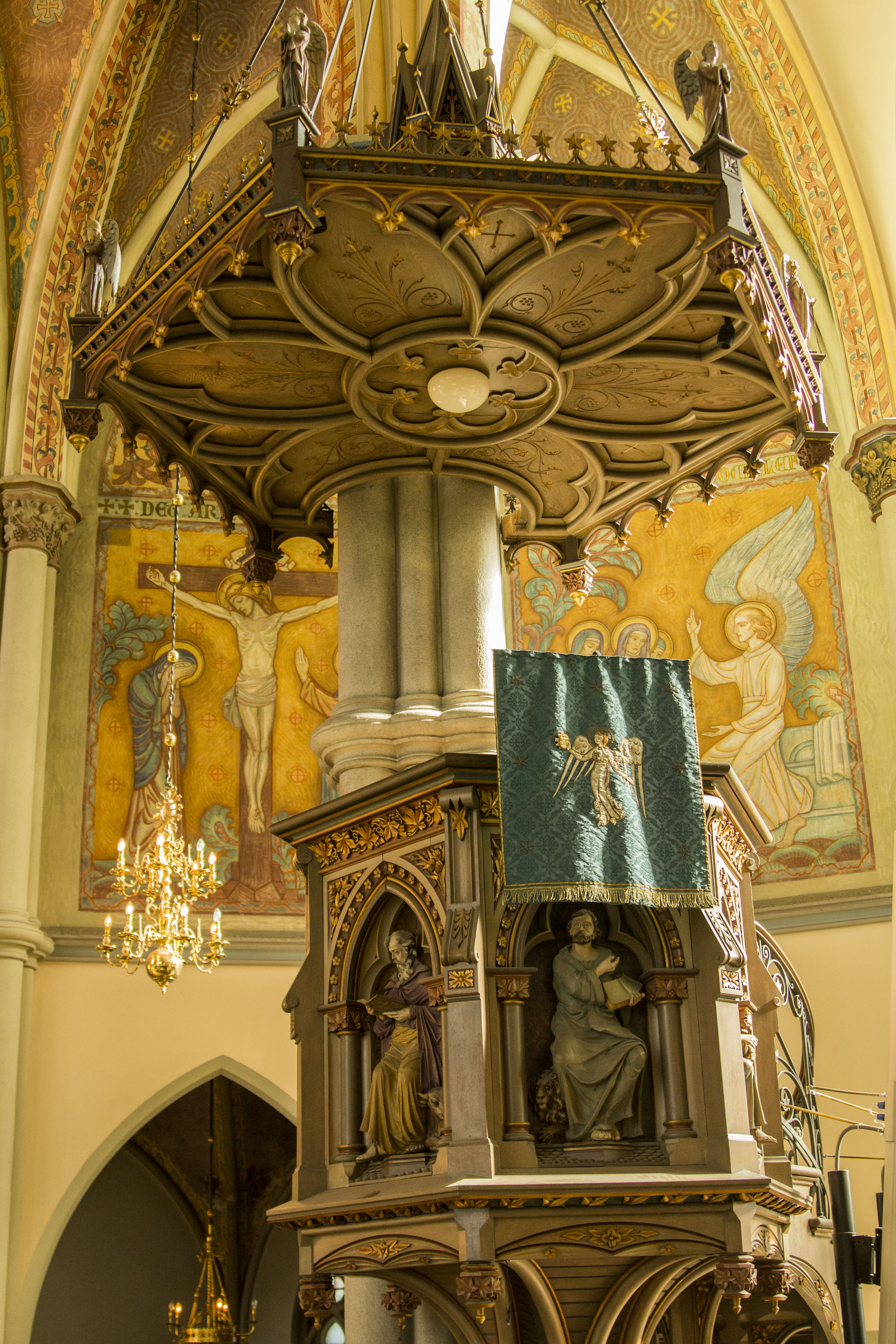
Predikstolen.
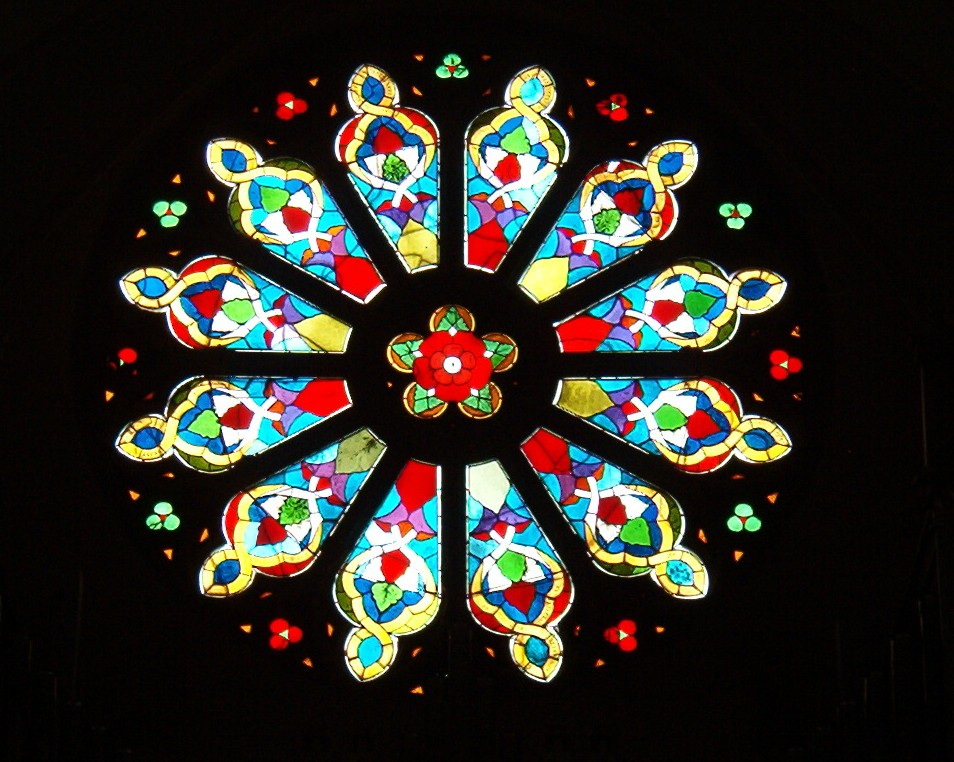
Rosettfönster
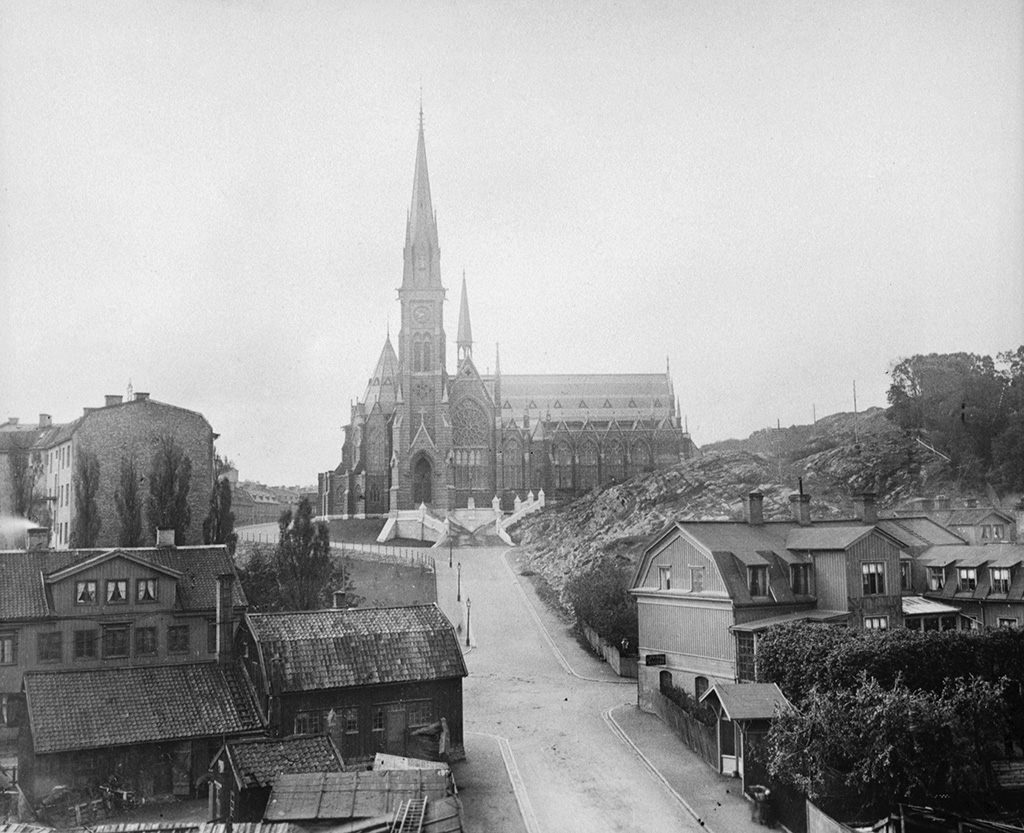
Kyrkan från norr på foto från ca 1895.

## Övrigt
- Oscar Fredriks församlingshydda, "Hyddan" kallad, låg vid Fjällgatan 15, hörnet Paradisgatan.
- På lekplatsen, strax norr om kyrkan, bekostade Charles Felix Lindbergs donationsfond 1930 en skulptur i diabas av Anders Jönsson, föreställande en björn och kallad "Nalle". Kostnaden uppgick till 6 000 kronor.[9] Efter skadegörelse ersattes originalet med en kopia 1948, som placerades vid en lekplats strax söder om Oscar Fredriksskolan[10]. Denna placering var ganska undanskymd och i början av 2000-talet flyttades statyn till en gräsmatta utanför Fjällgatan 18-20, vid övergången till Jungmansgatan.
- I backen (dåvarande Fjällgatan) utanför kyrkan, låg en pissoar under många år.[11]